# Balthasar Münter (psalmförfattare)
Balthasar Münter,  född 24 mars 1735 i Lübeck, död 5 oktober 1793 i Köpenhamn, var en tysk-dansk luthersk präst och psalmförfattare. Han var far till Frederik Münter och Frederikke Brun.

## Biografi
Münter var först universitetslärare i Jena och superintendent i Gotha, innan han 1765 som efterträdare till Eberhard David Hauber kallades till pastor vid tyska Sankt Petriförsamlingen i Köpenhamn. Münter beredde Struensee till döden och har skildrat detta i Die Bekehrungsgeschichte des Grafen Struensee (1773). Hans egen biografi skrevs av sonen Frederik Münter, Balthasar Münters Leben und Charakter (1793).

### Psalmer
Münter var en rikt begåvad psalmförfattare, vars till jämnt 100 uppgående Geistliche Lieder utgavs i två lika hälfter (1772 och 1775). De utmärks av varm känsla och ädel formgivning; på goda skäl har deras karaktär ansetts ge dem en plats mellan Klopstocks och Gellerts religiösa diktning. 1819 års svenska psalmbok upptog nio psalmer av Münter i översättning av Wallin, Åström och Ödmann.
- Ve den, som säger: Gud ej är
- Gud, du av inga skiften vet
- Med hastat lopp och dunkelt sken
- Gud, fullkomlighetens källa
- Snabbt som blixten de försvinna
- Mitt samvet' ur sin långa dvala
- Du, Herre, i din hägnad tar
- Jag arma mänska, ho skall skilja
- Sin suck naturen skickar